# یورخن فان دن بروک
یورخن فان دن بروک (اسپانیایی: Jurgen Van den Broeck‎؛ زادهٔ ۱ فوریهٔ ۱۹۸۳) دوچرخه‌سوار اهل بلژیک است.
از باشگاه‌هایی که در آن رکاب زده‌است می‌توان به تیم کاتیوشا–آلپتسین، تیم دوچرخه‌سواری یو.اس. پوستال سرویس، تیم لوتو–سودال، و تیم لوتوان‌ال–یومبو اشاره کرد.
وی در مسابقات کشوری و بین‌المللی در مجموع برندهٔ ۱ مدال طلا شده‌است.